# فیلیپو میسوری
فیلیپو میسوری (انگلیسی: Filippo Missori؛ زادهٔ ۲۴ مارس ۲۰۰۴) بازیکن فوتبال است.
وی همچنین در تیم‌های ملی فوتبال زیر ۱۵ سال ایتالیا، زیر ۱۶ سال ایتالیا، زیر ۱۸ سال ایتالیا و زیر ۱۹ سال ایتالیا بازی کرده‌است.